# Jules Basdevant
Pour les articles homonymes, voir Basdevant.
Jules Basdevant, né le 15 avril 1877 à Anost (Saône-et-Loire) et mort le 5 janvier 1968  dans cette même ville, est un juriste et professeur français de droit international.

## Biographie
Agrégé des facultés de droit en 1906, Jules Basdevant fut professeur de droit international à l'université de Paris, à l'École libre des sciences politiques. De 1903 à 1907, il enseigna aussi à l'université de Rennes. Pendant la Première Guerre mondiale, il fut officier de réserve dans l'infanterie, puis il participa en 1918-1919 à la Commission de préparation de la Société des Nations. Dans les années 1920, il est revenu à l'enseignement du droit, à l'Institut des hautes études internationales de l'université de Paris.
Il fut jurisconsulte du ministère des Affaires étrangères du 16 octobre 1930 au 29 mai 1941. En raison de ses propos lors de ses cours à l'université, critiques vis-à-vis de l'Allemagne nazie et du droit national-socialiste, il fut mis en difficulté par le recteur Gilbert Gidel. Refusant de justifier les atterrissages d'avions allemands en Syrie comme étant conformes aux conventions d'armistice, il préfère quitter les Affaires étrangères. Sa lettre de démission du 29 mai 1941, adressée au maréchal Pétain, est interprétée comme un acte de résistance envers le régime de Vichy : il est mis à la retraite et interdit d'enseigner. Il est toutefois recruté à Sciences Po, qui, en tant qu'institution privée, peut lui donner un emploi.
Il fut élu membre de l'Académie des sciences morales et politiques en 1944, puis il fut le seul juriste français nommé à la Commission pour l’étude d’une Organisation des Nations unies en 1944. De 1946 à 1964, il fut juge à la Cour internationale de justice, qu'il présida de 1949 à 1953. Avant cela, il eut l'occasion de représenter le Gouvernement de la République française en 1927, à l'occasion de l'affaire du Lotus, devant la Cour permanente de justice internationale (ancien nom de la Cour internationale de justice). Il a été promu commandeur de la Légion d'honneur par le général de Gaulle à l'Élysée en 1964. Président de la Société éduenne jusqu'à sa mort, il est membre fondateur de l'académie du Morvan en 1967 à Château-Chinon.
Jules Basdevant meurt à Anost le 5 janvier 1968.
Une avenue à Autun (Saône-et-Loire) porte son nom, ainsi que la place de la mairie à Anost.

## Famille
Jules Basdevant épouse Renée Mallarmé le 5 août 1905. Celle-ci est d'origine protestante et alsacienne, et les enfants du couple seront élevés dans la foi protestante. Leurs sept enfants connaissent des destinées parfois brillantes : l'aînée Suzanne, née en 1906, sera professeur agrégé de droit, spécialiste du droit international public et première femme à accéder à l'Académie des Sciences morales et politiques ; André, né en 1909, juriste et avocat, sera l'un des pionniers du scoutisme en France ; Jean, né en 1912, diplomate et l'un des pères de l'Institut du monde arabe ; Pierre, né en 1914, diplomate également ; Marie-Louise, née en 1920, conseillère des Affaires étrangères. Les deux plus jeunes fils sont décédés pendant la Seconde Guerre mondiale : Maurice, jeune médecin, pendant la campagne de France, et François, le cadet, fusillé à 17 ans pour fait de Résistance.
Jules Basdevant est le grand-père de Jean-Louis Basdevant, physicien, professeur de physique quantique à l'École polytechnique ; de Marianne Bastid-Bruguière, enseignante et sinologue ; de Geneviève Bastid Burdeau (professeur de droit international à l'université de Paris I Panthéon-Sorbonne) et de France Agid-Basdevant (mariée à Marc Javoy puis Yves Agid), biologiste, chercheuse et directrice scientifique.

## Publications
- Des rapports de l'Église et de l'État dans la législation du mariage du Concile de Trente au Code civil, thèse de doctorat, 1900
- La Révolution française et le droit de guerre continentale, 1901
- Étude sur quelques pratiques du droit des gens à la fin du XVIe siècle et au commencement du XVIIe siècle, d'après les “Annales” et “Histoires” de Grotius, 1903
- L'Action coercitive anglo-germano-italienne contre le Venezuela (1902-193), 1904
- Le Conflit franco-vénézuélien, 1906
- La Conférence de Rio-de-Janeiro de 1906 et l'Union internationale des Républiques américaines, 1908
- Conflits de nationalités dans les arbitrages vénézuéliens de 1903-1905, 1909
- La Réquisition des navires allemands en Portugal, 1916
- Pour la défense du droit international. Les Déportations du Nord de la France et de la Belgique en vue du travail forcé et le droit international, 1917
- Traités et conventions en vigueur entre la France et les puissances étrangères pour le ministère des Affaires étrangères, 1918-1919
- Jurisprudence italienne en matière de prises maritimes, suivi de textes intéressant le droit international maritime, 1921
- Jurisprudence britannique en matière de prises maritimes, 1922
- La Guerre de 1914-1918, 1927
- avec Gaston Jèze et Nicolas Politis, Les Traité de Paix ont-ils limité la compétence législative de certains États, 1929
- Trois témoignages, 1942
- Cours de droit international public, 1945
- Notice sur la vie et les travaux d'Alexandre Millerand, Institut de France, Académie des sciences morales et politiques, 1955
- Dictionnaire de la terminologie du droit international, 1960

### Archives
- Inventaire du fonds Jules Basdevant conservé à La contemporaine.